# August Thalheimer
Pour les articles homonymes, voir Thalheimer.
August Thalheimer, né le 18 mars 1884 à Affaltrach (Wurtemberg) et mort le 19 septembre 1948 à La Havane (Cuba), est un homme politique et théoricien marxiste allemand.

## Biographie
Né dans une famille de commerçants juifs du Wurtemberg, il fait des études de linguistique et d'ethnologie et obtient son doctorat à l'université de Strasbourg en 1907 avec une thèse portant sur les langues micronésiennes. Il adhère au Parti social-démocrate d'Allemagne (SPD) à la même époque. Après un stage au Leipziger Volkszeitung, il dirige la rédaction de deux journaux social-démocrates liés à l'aile gauche du parti, la Göppinger Freien Volkszeitung (1911-1912), puis le Braunschweiger Volksfreund (1914-1916).
Lors du déclenchement de la Première Guerre mondiale, en 1914, il se comporte en adversaire de la politique d'union sacrée et accompagne les dirigeants de la gauche socialiste, Karl Liebknecht et Rosa Luxemburg, d'abord dans la ligue spartakiste puis au Parti communiste d'Allemagne (KPD). Pour sanctionner son activité antimilitariste, Thalheimer est incorporé en 1916, sans être autorisé à porter les armes en raison de ses opinions politiques et de sa mauvaise vue. Il est démobilisé en septembre 1918.
En novembre 1918, avec Fritz Rück, il est à la tête du groupe spartakiste de Stuttgart et joue un rôle dans la révolution au Wurtemberg. Il rejoint à Berlin l'équipe de rédaction de la Rote Fahne, le nouveau quotidien créé par les communistes allemands. De 1919 à 1924, Thalheimer est membre du comité central du KPD. Il contribue à l'élaboration du programme du parti et en assure la direction avec Heinrich Brandler en 1923-1924. En 1924, il entre en conflit avec la tendance dite « ultra-gauche » de Ruth Fischer et Arkadi Maslow. Brandler et lui se virent reprocher le fiasco de l'« octobre allemand » en 1923. Thalheimer, comme Brandler, doivent se rendre à Moscou où il enseigne la philosophie à l'Institut Marx-Engels dans les années suivantes.
Contre la volonté du Komintern, Thalheimer revient en Allemagne en 1928. Il s'oppose aux méthodes staliniennes dans l'Internationale et à la direction d'Ernst Thälmann dans le KPD tout en se déclarant toujours léniniste et en défendant l'Union soviétique en tant qu'État socialiste, y compris contre les trotskystes. Dirigeant d'une opposition communiste dite « de droite », il contribue à la naissance du Parti communiste d'Allemagne - opposition (KPD-O), mouvement qui n'a jamais grandi, coincé entre le SPD et le KPD. Il s'efforce en vain de promouvoir l'unité entre les partis ouvriers allemands pour contrer la menace nazie.
Thalheimer émigre en France en 1933, d'où il dirige son organisation en exil. En 1941, il peut s'enfuir à Cuba où il meurt en 1948.

## Au cinéma
- 1954 : Dans un film de propagande est-allemand intitulé Ernst Thälmann, fils de sa classe, Thalheimer est présenté de façon diffamatoire comme « un agent américain ».